# Стремигородська сільська рада
Стремигородська сільська рада — колишня адміністративно-територіальна одиниця та орган місцевого самоврядування у Чоповицькому, Малинському і Коростенському районах Малинської, Коростенській і Волинської округ, Київської й Житомирської областей з адміністративним центром у с. Стремигород.

## Населені пункти
Сільській раді були підпорядковані населені пункти:
- с. Стремигород
- с. Болярка
- с. Діброва
- с. Майданівка

## Населення
Кількість населення сільської ради станом на 1924 рік становила 1 557 осіб.
Відповідно до результатів перепису населення СРСР, кількість населення ради станом на 12 січня 1989 року становила 1 282 особи.
Станом на 5 грудня 2001 року, відповідно до перепису населення України, кількість мешканців сільської ради становила 901 особу.

## Склад ради
Рада складалася з 12 депутатів та голови.

### Керівний склад сільської ради
| ПІБ                         | Основні відомості                                                 | Дата обрання | Дата звільнення |
| --------------------------- | ----------------------------------------------------------------- | ------------ | --------------- |
| Левкова Людмила Ярославівна | Сільський голова, 1958 року народження, освіта, позапартійна      | 26.03.2006   | 31.10.2010      |
| Левкова Людмила Ярославівна | Сільський голова, 1958 року народження, освіта вища, позапартійна | 31.10.2010   | 31.03.2014      |

## Історія
Створена 1923 року в складі с. Стремигород, колонії Стремигород та хутора Болярка Стремигородської волості Радомисльського повіту Київської губернії. Станом на 17 грудня 1926 року в підпорядкуванні ради значилася залізнична станція Стремигород, на 1 жовтня 1941 року значився х. Млин, кол. Стремигород не перебувала на обліку населених пунктів.
Станом на 1 вересня 1946 року сільська рада входила до складу Чоповицького району Житомирської області, на обліку в раді перебували села Болярка, Стремигород та х. Млин (згодом — Майданівка), зал. ст. Стремигород не перебувала на обліку.
2 вересня 1954 року, відповідно до рішення Житомирського облвиконкому № 1087 «Про перечислення населених пунктів в межах районів Житомирської області», підпорядковано с. Дуброва (згодом — Діброва) Малозубівщинської сільської ради Чоповицького району.
На 1 січня 1972 року сільська рада входила до складу Коростенського району Житомирської області, на обліку в раді перебували села Болярка, Діброва, Майданівка та Стремигород.
Виключена з облікових даних 17 липня 2020 року. Територію та населені пункти ради, відповідно до розпорядження Кабінету Міністрів України № 711-р від 12 червня 2020 року «Про визначення адміністративних центрів та затвердження територій територіальних громад Житомирської області», включено до складу Коростенської міської територіальної громади Коростенського району Житомирської області.
Входила до складу Чоповицького (04.1923 р., 23.02.1927 р., 17.02.1935 р.), Малинського (10.09.1924 р., 5.02.1931 р.) та Коростенського (28.11.1957 р.) районів.